# Sentiero Faccanoni
Il sentiero Faccanoni (Fakanonška Pot in sloveno) è un sentiero che collega la sella di Banne con il parco del Globojner.

## Percorso
Inizia dal parcheggio del Parco del Globojner (357 m s.l.m.), a sud-ovest di Padriciano. Prosegue in direzione nord-ovest e dopo un chilometro e mezzo incrocia la bretella che collega il sentiero alla sella di Trebiciano ove a sua volta incrocia il Sentiero Italia (n.1).
Continua sino ad incrociare il Sentiero delle Lattaie (Guardiella - Orlek), prosegue verso nord e passa al di sotto delle antenne di Conconello per poi raggiungere la vetta del monte Belvedere e la sella di Banne.

## Toponimo
Il sentiero acquisisce il nome Faccanoni dalla cava a pochi metri al di sotto di esso; ed il nome De Rin dal bosco posto al di sotto dell'incrocio con il sentiero delle Lattaie.

## Tabella del percorso
| TIPOLOGIA | CHILOMETRO | NOME                                | ALTITUDINE   |
| --------- | ---------- | ----------------------------------- | ------------ |
| Inizio    | 0,000      | Sella di Banne                      | 413 m s.l.m. |
| Incocio   | 0,824      | Incroco con il sentiero n.2         | 363 m s.l.m. |
| Incrocio  | 2,020      | Bretella per la Sella di Trebiciano |              |
| Fine      | 4,180      | Valico di Monte Spaccato            | 357 m s.l.m. |